# Jičín
Jičín (în germană Gitschin, în poloneză Jiczyn) este un oraș în regiunea Hradec Králové, Republica Cehă.
Se află lângă Cidlina[*], la o altitudine de 287 m deasupra nivelului mării. Are o suprafață de 24,950887 km². Populația este de 16.101 locuitori, determinată în 1 ianuarie 2025, pe criteriul de domiciliu.

## Orașe înfrățite–orașe gemene
Este înfrățit cu:

King's Lynn
Wijk bij Duurstede
Erbach
Königsee
Martin  

## Personalități născute aici
- Karl Kraus (1874 - 1936), scriitor, ziarist;
- Jaroslav Soukup (n. 1982), biatlonist